# Охотинский сельсовет
Охотинский сельсовет — упразднённая административно-территориальная единица, существовавшая на территории Московской губернии и Московской области до 1954 года.
Бревновский сельсовет был образован в первые годы советской власти. По данным 1922 года он входил в состав Шараповской волости Сергиевского уезда Московской губернии.
По данным 1926 года в состав сельсовета входили 3 населённых пункта — деревни Бревново, Кобылино и Новосёлки, а также 2 санатория, совхоз и сторожка.
В 1929 году Бревновский с/с отнесён к Сергиевскому (с 1930 — Загорскому) району Московского округа Московской области. При этом он был переименован в Торгашинский сельсовет.
17 июля 1939 года к Торгашинскому с/с был присоединён Вихревский сельсовет (селения Вихрево, Варавино, Высоково, Крядово и Степурино). При этом центр Торгашинского с/с был перенесён в Охотино, а сам сельсовет переименован в Охотинский сельсовет.
9 июля 1952 года селения Высоково и Вихрево были переданы из Охотинского с/с в Тураковский с/с, а Ерёмино и Охотино — в Воздвиженский с/с.
14 июня 1954 года Охотинский с/с был упразднён. При этом его территория была передана в Тураковский с/с.